# 真爱奇迹
是一部1998年的剧情类電影，由彼德·契爾生执导，改編自羅德曼·菲爾布里克的书《Freak the Mighty》。主演莎朗·史東、吉娜·羅蘭茲、吉蓮·安德森、哈利·狄恩·史坦頓、基蘭·克金、占士·簡東費尼、埃爾登·亨森。

## 故事情节
凯文是一个患有黏多醣貯積症第四型（莫基奥综合征）的13岁男孩儿，他非常聪明而且喜欢幻想，但是身体残疾，只能拄着拐杖和支撑物行走。
马克思是一个体格健壮然而性格善良的年轻人，他患有失讀症，与其祖父母生活在一起。他的七年级考试两次都不及格，而且被一个十几岁的黑帮头目男儿折磨。后来，凯文被指定为马克思的阅读指导老师，逐渐地，因为有着共同的遭遇，比如，两人都是被父母抛弃的，两人结成了深厚的友谊。
凯文和马克思去当地举行的一个节日派对观看烟花，在那里遭到了布莱德和他的团伙的袭击。凯文骑在马克思的肩膀上，两人逃进了附近的一个湖里。然后，凯文又看到这一帮男孩子把一个人的钱包扔进了下水沟。凯文和马克思拼命把钱包捡了回来，然而他们又遭遇了布莱德和他的团伙，这一次，他们试图袭击凯文，马克思阻止了他们。马克思这次变得非常愤怒，他捡起了一个下水盖扔向那一帮男孩儿，男孩儿们吓得跑掉了。后来，马克思和凯文找到了钱包的主人，是一位名叫罗瑞塔•李的女子，他们两人把钱包还给了罗瑞塔·李，后来又发现原来她的丈夫是黑帮头目的前首领伊基·李。
罗瑞塔认出了马克思，当马克思很小的时候，她见过马克思。当向马克思问了一些问题之后，罗瑞塔和伊基了解到马克思就是有名的杀人犯肯尼的儿子，肯尼残忍地害死了马克思的母亲，那个时候马克思只有四岁左右。
后来，两个男儿互相帮助彼此，凯文作为马克思的大脑，马克思作为凯文的腿，凯文就经常骑在马克思的肩膀上。有一天，凯文告诉马克思，他将会去一个康复研究中心，他是康复中心的第一个人。
平安夜，马克思被他刚从监狱假释的父亲肯尼绑架了。肯尼把马克思带到了罗瑞塔家里，当肯尼发现罗瑞塔试图帮助马克思逃跑的时候，肯尼试图勒死罗瑞塔。
凯文跟踪着马克思和他的杀手父亲肯尼进入了伊基和罗瑞塔家里，手里拿着一把水枪冲了进来。凯文的母亲也跟随凯文一起过来了，她是和凯文一起过圣诞节的。她告诉肯尼水枪里面有硫酸。凯文拿着水枪射向肯尼，肯尼以为他的眼睛被硫酸烧着了，其实水枪里面根本就没有什么硫酸，只是一些肥皂水，醋和辣椒水之类的液体。恼羞成怒的肯尼这个时候试图杀害凯文。马克思为了保护他的朋友立即向他父亲发起攻击。这个时候警察进来了，逮捕了肯尼，警察对肯尼的处罚是他再也不会获得假释，并且终身监禁。
一切回归平静之后，马克思和凯文回到了家里，一起庆祝圣诞节。两人交换了礼物之后，凯文给了马克思一本空白的笔记本，期許马克思今後可以書寫自己的人生。

## 電影賞析
如果故事止步于此，那么我们所看到的，还只是两个贫民区的少年之间逐渐厚实的友谊，以及一些并不越轨的冒险经历。这样的友谊当然温暖，却未必达到震撼人心的份量。然而，小说令人愉悦的情节里埋伏着丝丝缕缕的不祥征兆，它们积蓄起来，最后通向了一个难以避免的悲剧——随着年龄增长，凯文的身体再也无法保证日渐长大的内脏正常运转。他不得不离开这个世界。
故事震撼人心之处出现在凯文死后。麦克斯发现，凯文生前非常清楚自己的病情，却一直说：医生就要给他安装“仿生学躯体”了。回想起来，直到凯文夭亡前几小时，他还安慰麦克斯说：“等你下次见到我，我将是一个得到改进、焕然一新的人了。”说出这样内心含泪的“谎言” ，也许是凯文一直以来小心维护的自尊使然，也许是因为他珍视友情，不想看到麦克斯在自己面前落泪。
与一些古典的欧美少儿文学作品相比，《陪着你走》具有更直观的现实色彩。病痛，歧视，冷漠，黑帮，犯罪，这就是麦克斯与凯文生活的世界。这样的世界并不明亮，但是真实。在这样的世界里，两个孤僻少年之间的友情显示出了力量。它改变了两个人的心灵，让他们一起抵挡外界的严酷，连他们周围的亲人，也被这种友情改变得更慈爱、更和善。作者对于人性有深刻的理解。在他笔下，貌似凶恶的黑帮分子会挺身而出救人，好勇斗狠的街头混混会因凯文的离世跑过来劝慰麦克斯，这些都是人性的流露，显得相当自然。
作为一位成功的少儿题材作家，作者菲尔布里克在把握人物的语言和心理方面非常娴熟。故事是以麦克斯的口吻叙述的，语言中透着麦克斯懵懵懂懂而又善良的性格特点。凯文则时常会说出诸如“电视是头脑蠢笨的人的毒品”、“记忆不过是大脑的一项发明”这样的话，这并不显得做作，反倒很符合信息时代的儿童早慧、叛逆的特点。书后所附的“小怪物的字典”（凯文送给麦克斯的圣诞节礼物）中，更能看出凯文古怪精灵的思维。
国外当代背景的少儿题材小说，目前中文版并不多见。 《陪着你走》的情节并不艰深，面对这样一个讲述友情温暖心灵、改变心灵的故事。

## 演员表
- 埃爾登·亨森（英语：Elden Henson） 饰 麦克斯韦·麦克斯·凯恩（Maxwell "Max" Kane）
- 基蘭·克金 饰 凯文·狄龙，怪胎（Kevin Dillon）
- 莎朗·史東 饰 格温·狄龙（Gwen "The Fair Gwennivere Of Air" Dillon）
- 吉娜·羅蘭茲 饰 苏珊“格拉姆”宾尼曼（Susan "Gram" Pinneman）
- 哈利·狄恩·史坦頓 饰 埃尔顿“格里姆”宾尼曼（Elton "Grim" Pinneman）
- 占士·簡東費尼 饰 肯尼“基勒”凯恩（Kenneth "Kenny" David Kane）
- 吉蓮·安德森 饰 李丽珍（Loretta Lee）
- 肉卷 饰 伊基利（Iggy Lee）
- 珍妮弗·路易斯（英语：Jenifer Lewis） 饰 艾迪夫人（Mrs. Addison）
- 約瑟夫·佩里諾（英语：Joseph Perrino） 饰 托尼·福勒（Tony "Blade" Fowler）
- Dov Tiefenbach 飾 Doghouse Boy #1
- Michael Colton 飾 Doghouse Boy #2
- Daniel Lee 飾 Doghouse Boy #3

## 获奖情况
这部电影获得了很高的评价，在Rotten Tomatoes上有75％的支持率；大家的共同感受是：“剧情够紧张，扣人心弦”。
《真爱奇迹》被提名了两个金球奖：最佳女配角莎朗·史東和最佳原创歌曲《真爱奇迹》。